# Bassin d'infiltration

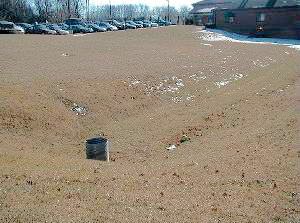
Bassin d'infiltration

Un bassin d'infiltration ou bassin de recharge (dans certaines régions : puisard ou étang de percolation ; en anglais : infiltration basin, recharge basin, sump, percolation pond) est un dispositif utilisé pour gérer le ruissellement des eaux pluviales en excès, prévenir les inondations et l'érosion en aval, et améliorer la qualité de l'eau dans les rivières, ruisseaux, lacs ou baies adjacents. Il s'agit essentiellement d'un étang artificiel peu profond conçu pour infiltrer les eaux pluviales à travers des sols perméables dans l'aquifère souterrain. Les bassins d'infiltration ne libèrent pas d'eau, sauf par infiltration, évaporation ou débordement d'urgence en cas d'inondation,,.
Il se distingue d'un bassin de rétention, parfois appelé bassin sec, qui est conçu pour se déverser dans une masse d'eau en aval (bien qu'il puisse occasionnellement infiltrer une partie de son volume dans les eaux souterraines); et des retenues permanentes.

## Considérations sur la conception
Les bassins d'infiltration doivent être soigneusement conçus pour infiltrer le sol sur un site donné, à un rythme qui ne provoque pas d'inondation. Ils peuvent être moins efficaces dans les zones :
- à niveaux élevés d'eau souterraine, près de la couche filtrante ;
- à sols compactés ;
- avec niveaux élevés de sédiments dans les eaux pluviales ;
- à teneur élevée en argile[6].

Sur certains sites, les bassins d'infiltration ont fonctionné efficacement là où l'installation comprend également un bassin de rétention étendu en tant que stade de prétraitement, pour éliminer les sédiments. Les bassins peuvent échouer là où ils ne peuvent pas être entretenus fréquemment. Leur utilisation est découragée dans certaines régions, comme dans l'État américain de Géorgie où de nombreuses régions ont une forte teneur en argile, à moins que le sol du site particulier ne soit modifié (« sol technique ») pendant la construction pour améliorer les caractéristiques d'infiltration.